# Сморгоньсиликатобетон
Филиал № 7 «Сморгоньсиликатобетон» ОАО «Красносельскстройматериалы» — промышленное предприятие, расположенное около деревни Михневичи (Сморгонский район Гродненской области), один из производителей строительных материалов в Белоруссии.

## Расположение
Основные производственные мощности предприятия расположены в 8 километрах к востоку от Сморгони, между деревнями Михневичи и Белая Залесского сельсовета, возле дороги Р106 Молодечно — Сморгонь. От станции Залесье к производству протянута железнодорожная ветка.

## История
В 1955 году «Белорусской геологоразведочной экспедицией» было открыто Сморгонское месторождение нерудных материалов, где было запланировано строительство песчано-гравийного карьера «Сморгонь». В дальнейшем он был реорганизован в дробильно-сортировочный гидромеханизированный завод «Сморгонь» с проектной мощностью 900 тыс. м³ нерудных строительных материалов. Днем рождения предприятия считается 15 ноября 1962 года, когда госкомиссия приняла первую очередь завода.
Широко развёрнутое в республике строительство требовало увеличения производства стеновых материалов. В конце 1965 года началось строительство Сморгонского комбината силикатных изделий. До конца 1968 года были подготовлены первые 67 рабочих редких профессий для первой очереди комбината — цеха силикатного кирпича. Гидромеханизированный завод и комбинат силикатных изделий в феврале 1969 года были объединены в одно предприятие — Сморгонский комбинат силикатобетонных изделий. До лета 1971 года цех силикатного кирпича вышел на проектную мощность. В 1974 году на площадке комбината был сдан в эксплуатацию завод железобетонных изделий, который вошёл в состав комбината и производственного объединения. В 1981 году в объединении была внедрена первая в СССР виброударная установка для производства изделий из ячеистого бетона. В период 1987—1993 годов по результатам производственной деятельности предприятие вышло на 100 % освоения производственных мощностей по выпуску мелких блоков, силикатного кирпича и железобетона.
В период 1994—1996 годов наблюдался спад производства по всем видам продукции. Основной задачей последующих лет было сохранение предприятия путём перепрофилирования производства. С 1997 года расширен ассортимент выпускаемых мелкоштучных изделий: освоен выпуск двенадцати типоразмеров блоков, перегородок из ячеистого бетона. В цехе ЖБИ освоен выпуск изделий из мелкозернистого бетона (тротуарная плитка, бортовой камень, элементы ограждения, брусковая перемычка).
В декабре 1999 года предприятие реорганизовано в открытое акционерное общество «Сморгоньсиликатобетон». За период 2004—2005 годов на предприятии проведена реконструкция цеха ячеистого бетона. В 2006 году из структуры ОАО «Сморгоньсиликатобетон» было выделено другое открытое акционерное общество — «Силикаторемстрой». В 2008 году была установлена линия по производству трехслойных сэндвич-панелей и высокоточная технологическая линия по производству силикатного камня и кирпича, освоен выпуск брусковой армированной перемычки из ячеистого бетона для перекрытия дверных и оконных проемов. Реконструкция производства приобретение импортного оборудования, внедрение новых технологий способствовали повышению качества, увеличению объёмов и расширению ассортимента выпускаемой продукции.
В 2013 году на ОАО «Сморгоньсиликатобетон» была произведена реорганизация путём присоединения к ОАО «Красносельскстройматериалы».

## Продукция
- Изделия из ячеистого бетона (блоки стеновые различных типоразмеров, перемычки)
- Изделия из мелкозернистого бетона (плитка тротуарная, камни бордюрные, забор декоративный)
- Силикатные камень и кирпич
- Строительные сухие смеси
- Сэндвич-панели
- Сборный железобетон
- Нерудные строительные материалы (песок, гравий)